# 竹内日出男
竹内 日出男（たけうち ひでお、1933年11月26日 - 2022年8月30日）は、日本の脚本家・作家。兵庫県西脇市生まれ。東京大学文学部卒業。

## 経歴
1957年、東京大学文学部を卒業すると同時に日本放送協会に入局。
5年間の盛岡放送局勤務を経て東京の本部に移り、主としてドラマ番組の演出とプロデュースに当たる。
その間、ラジオドラマの演出作品では文化庁芸術祭に度々入賞し、日本放送作家協会賞演出者賞なども受賞。
1972年に移ったテレビドラマ部門では、連続テレビ小説『北の家族』（1973年〜1974年）、金曜ドラマ『新・坊っちゃん』（1975年〜1976年）、『ドラマ人間模様の5シリーズ――『妻たちの2．26事件』（1976年）、『冬の桃』（1977年）などのチーフプロデューサーを務めた。
1977年の暮れに20年間勤めた日本放送協会を希望退職し、以後30年以上、ラジオドラマ・テレビドラマの脚本執筆を中心に文筆活動。
執筆範囲は小説、戯曲、エッセイ、紀行文、ノンフィクションなどに広がった。その傍ら、演劇、朗読劇などの舞台演出も手がけた。
主なテレビドラマ執筆作品には、『中学生日記』（NHK・1980年〜1990年、10年間執筆）、銀河テレビ小説『聖者が街にやって来た』（NHK・1982年）、NHKスペシャル『命愛してやまず』（ドキュメンタリードラマ・1990年）、連続ドラマ『恋料理カレンダー』（TBS系・1991年）など。
ラジオドラマはとりわけ積極的に執筆し、『三人家族』（NHK・1979芸術祭優秀賞）、『流れて遠き』（NHK・1981芸術祭優秀賞）、『モグラたちの夢ゲリラ』（TOKYO-FM・1988芸術作品賞）、『ダンシング・イン・ザ・ダーク』（TOKYO-FM・1990民放連賞）、『地雷ではなく花を』（NHK・1998放送文化基金賞大賞）、『蕨野行』（NHK・1999放送文化基金賞ラジオ番組賞）など多数。そのなかには、朗読劇として舞台上演した脚本も多い。
その他の舞台作品の執筆および演出は、戯曲『坐る男』（2007年に公演）など。
エッセイ『いまどきの眺め』（雑誌『私学共済』に連載1992年〜1993年）、『再びいまどきの眺め』（雑誌『レター』に連載2003年〜2006年）、紀行『タオイズムの底流を追って』（雑誌『TAO』に連載1998年〜2001年）なども執筆。
著書には、『少年マルコ・ポーロの冒険』（小説・NHK出版1979年）、『中学生日記シナリオ集〜坂道のふたり』（近代文芸社1991）など。自作『中学生日記』のノベライズ本や脚本集も多い。その一方、ラジオドラマ脚本を集めた単行本は、『流れて遠き〜オーディオドラマ脚本選集（I）』（近代文芸社2001）、『夜想曲〜同選集（Ⅱ）』（近代文芸社2003）。ほかに『夜景1974』（小説・角川学芸出版2009）など文芸作品もある。
また、東日本大震災後、旧友山川健の『三陸つなみ いまむかし』の補筆と編集に専念し、電子書籍版（左右社刊）とペーパー版（イー・ピックス社刊）の出版（2014年）に尽力した。
長年（協）日本脚本家連盟と（社）日本放送作家協会の理事を歴任。日本脚本家連盟ライターズスクールで講師も務め、後進の育成にあたった。弟子に『魔法遣いに大切なこと』シリーズの山田典枝が知られる。一方、文化庁芸術祭放送部門の審査委員、NHK杯全国高校放送コンテストの最終審査委員も担当。郷里兵庫県西脇市図書館の名誉館長として市の文化行政に関わった。
2022年8月30日、心不全のため死去。

## 主なテレビ作品
- 命愛してやまず
- 聖者が街にやって来た
- 中学生日記

## 主なラジオ作品
- モグラたちの夢ゲリラ
- 流れて遠き
- ダンシング・イン・ザ・ダーク
- 地雷ではなく花を

## 主な著作物
- 流れて遠きオーディオドラマ脚本選集（Ⅰ）
- 夜想曲オーディオドラマ脚本選集（Ⅱ）
- 夜景1974